# Coronado (Uruguay)
Coronado ist eine Ortschaft im Norden Uruguays. 

## Geographie
Sie liegt im nordwestlichen Teil des Departamento Artigas in dessen 7. Sektor südlich von Bella Unión am Ufer des Río Uruguay. Östlich grenzt Portones de Hierro y Campodónico an.

## Einwohner
Coronado hat 438 Einwohner, davon 230 Männer und 208 Frauen (Stand: 2011).
| Jahr | Einwohner |
| ---- | --------- |
| 1963 | 360       |
| 1975 | 441       |
| 1985 | 403       |
| 1996 | 373       |
| 2004 | 469       |
| 2011 | 438       |

Quelle: Instituto Nacional de Estadística de Uruguay